# Hamakita
Hamakita (浜北区 -ku) é uma cidade japonesa localizada na província de Shizuoka.
Em 2003 a cidade tinha uma população estimada em 85 946 habitantes e uma densidade populacional de 1 289,71 h/km². Tem uma área total de 66,64 km².
Recebeu o estatuto de cidade a 1 de Julho de 1963.
No dia 1 de julho de 2005 foi admitida em Hamamatsu-shi (admissão por fusão).